# Nirrti (personaggio)
Nirrti è un personaggio del telefilm Stargate SG-1, membro del consiglio dei Signori del Sistema.

## Caratteristiche
Ne sentiamo parlare la prima volta quando il Comando Stargate viene a contatto con un mondo in cui la Goa'uld faceva esperimenti, infatti Nirrti si distingue per la sua voglia di trovare l'ospite perfetto, e per raggiungere tale scopo cerca da secoli di crearne uno tramite la mutazione genetica.
Fu anche uno dei rappresentanti dei Signori del Sistema durante le trattative tra Asgard e Goa'uld per ammettere la terra nel trattato dei pianeti protetti. Venne uccisa da una delle stesse cavie che le spezza psicocineticamente il collo quando un'altra delle cavie, dotata di poteri telepatici, scopre che Nirrti non è una divinità e vuole solo sfruttare la popolazione locale per i suoi esperimenti. 
Nirrti provava una forte attrazione per Jonas Quinn, membro del SG1.